# Pavel Camrda
Pavel Camrda (* 3. prosince 1968, Tábor) je bývalý československý a český reprezentant v cyklokrosu a v závodech na horských kolech.

## Sportovní kariéra
V závodech na horských kolech se dvakrát stal mistrem České republiky. Na mistrovství světa MTB 1995 v německém Kirchzartenu obsadil 17. místo. Účastnil se Letních olympijských her 1996 v Atlantě, kde se umístil na 33. místě.

## Cyklokros v rodině
Pochází z cyklistické rodiny. Jeho starší bratr Karel Camrda se stal v roce 1988 mistrem světa v závodě amatérů a v roce 1992 vicemistrem světa mezi profesionály a cyklokrosu se věnoval i nejmladší bratr Luděk Camrda. V roce 2009 se cyklistice a cyklokrosu zvlášť začal věnovat i jeho syn Pavel Camrda mladší (* 24. září 1996).